# 閣道二
阁道二（ε Cas/仙后座ε）是位于仙后座的一个恒星。英文名Segin，该恒星还有另一个名称Navi，为阿波罗1号宇航员维吉尔·伊万·格里森（Virgil Ivan Grissom）中间名伊万的倒写。视星等3.37，是仙后座最亮的恒星之一。它距离太阳大约410光年。

## 物理特性
阁道二是一个恒星分类B3Ⅴ
的B-型主序星。Cote et al. (2003)表示它展现出Be星的光谱特性。光谱里的发射线表示可能有一个被恒星抛出的气体壳。表面温度大约16,000K，使得他成为一个发出蓝白光的B型星。
利用视差测量出这个恒星大约距离太阳410光年。干涉测量术测量出角直径为0.43毫弧秒。在该星的估计距离，实际大小大约为6倍太阳半径。
依巴谷卫星的测量显示这个恒星有小幅度，周期性的变化，变光幅度0.0025等，每天11.17797次，或是每个周期2.15小时。依巴谷卫星测量的自行建议这个恒星有93%可能性是仙后-金牛星协的成员。这个星协可能是和英仙座α星团有联系的，表示仙后-金牛星协包括阁道二本身，可能是经由潮汐作用从星团分散开的。